# Lefty O'Doul
Francis Joseph O'Doul (4 mars 1897 - 7 décembre 1969), surnommé Lefty O'Doul, est un ancien joueur de baseball ayant joué pendant 11 saisons dans les Ligues majeures entre 1919 et 1934.
Lanceur à ses débuts, O'Doul a surtout évolué à la position de voltigeur dans les grandes ligues. Un frappeur gaucher qui lançait également de la gauche, comme son surnom le laisse supposer, il a remporté deux fois le championnat des frappeurs de la Ligue nationale (1929, 1932).
Il possède la quatrième moyenne au bâton la plus élevée de l'histoire du baseball, ayant frappé pour ,349 au cours de sa carrière. Sa moyenne de ,398 en 1929 est également, en date de 2009, la 30e plus élevée de l'histoire pour une saison unique.

## Carrière

### Ligues majeures de baseball

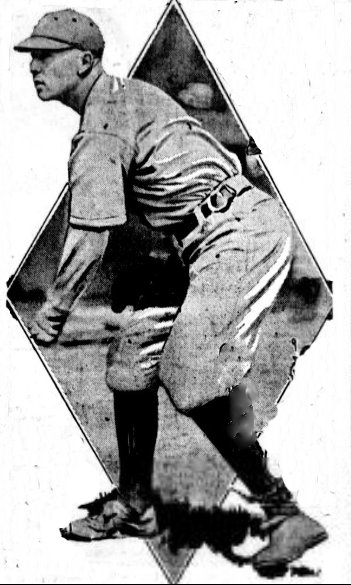
O'Doul en 1921.

Né à San Francisco, en Californie, en 1897, Lefty O'Doul joue au baseball dans les ligues mineures avec les Seals de San Francisco de la Ligue de la Côte du Pacifique, où il est lanceur. Il fait ses débuts dans les ligues majeures avec les Yankees de New York (1919-1920, 1922) puis les Red Sox de Boston (1923). Une blessure à un bras le force cependant à abandonner le poste de lanceur. Il devient alors voltigeur et, après un autre séjour dans les mineures, revient dans les grandes ligues en 1928 avec les Giants de New York, avec qui il s'aligne une saison.
Il jouera par la suite pour les Phillies de Philadelphie en 1929 et 1930, les Robins de Brooklyn (1931) qui deviennent les Dodgers de Brooklyn (1932-1933), avant de retourner avec les Giants terminer sa carrière en 1933 et 1934.
O'Doul remporte le championnat des frappeurs de la Ligue nationale en 1929 et 1933 avec des moyennes au bâton de ,398 et ,368. Il est choisi en 1933 sur l'équipe d'étoiles, la même année où les Giants de New York remportent la Série mondiale en cinq parties sur les Senators de Washington. Il connaît deux saisons de plus de 200 coups sûrs, avec 254, un sommet dans la Nationale, en 1929, et 202 coups sûrs la saison suivante.
Lefty O'Doul a frappé 1140 coups sûrs en seulement 970 parties dans les majeures, cognant 113 coups de circuits et produisant 542 points. Sa moyenne au bâton en carrière s'élève à ,349.

### Ligue de la Côte du Pacifique
Après sa carrière dans les majeures, O'Doul retourne dans sa région natale et devient manager des Seals de San Francisco, un poste qu'il occupera de 1937 à 1951. Il dirigera par la suite d'autres formations de la Ligue de la Côte du Pacifique, devenant un des managers ayant connu le plus de succès dans l'histoire de cette ligue.
Durant ces années, il dirigea entre autres le futur membre du Temple de la renommée du baseball, Joe DiMaggio.
La Pacific Coast League a admis Lefty O'Doul à son Temple de la renommée.

### Japon
Lefty O'Doul a fait de nombreux voyages au Japon avant et après la Seconde Guerre mondiale, entre 1934 et 1953. Il y a tenu des « cliniques » de baseball auprès des joueurs japonais et a lui-même nommé en 1935 les Giants de Tokyo, dont les couleurs sont inspirées des Giants de New York de la MLB. Il a été intronisé à titre posthume au Temple de la renommée du baseball japonais en 2002.
Francis « Lefty » O'Doul est décédé à San Francisco le 7 décembre 1969.

## Exploits
- Champion frappeur de la Ligue nationale en 1929 et 1933.
- Meneur de la Ligue nationale pour les coups sûrs en 1929.
- Choisi sur l'équipe d'étoiles de la Ligue nationale en 1933.
- Gagnant d'une Série mondiale avec les Giants de New York en 1933.
- Possède la quatrième moyenne au bâton la plus élevée de l'histoire du baseball, ayant frappé pour ,349 au cours de sa carrière.
- Sa moyenne au bâton de ,398 en 1929 est, en date de 2009, la 30e plus élevée de l'histoire pour une saison unique.

## Hommages

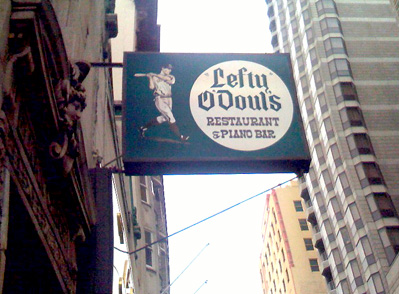
Le Lefty O'Doul's à San Francisco.

Lefty O'Doul a été intronisé au Temple de la renommée du baseball du Japon en 2002, au Temple de la renommée de la Ligue de la Côte du Pacifique et au Bay Area Sports Hall of Fame, un panthéon soulignant les mérites des athlètes de la baie de San Francisco, en 1981.
En revanche, il n'a jamais été élu au Temple de la renommée du baseball malgré plusieurs plaidoyers en sa faveur. Une des raisons pouvant expliquer l'absence de O'Doul au Panthéon est la brièveté de sa carrière (seulement 970 matchs en 11 saisons, dont 6 complètes).
Une statue de Lefty O'Doul a été érigée à San Francisco et le pont voisin du AT&T Park, domicile des Giants de San Francisco (anciennement les Giants de New York), a été baptisé « pont Lefty O'Doul ». De plus, le Lefty O'Doul's, restaurant que l'ancien joueur a lui-même ouvert à San Francisco, sa ville natale, en 1958, existe toujours aujourd'hui sur le boulevard Geary.